# ダスティン・ホフマン

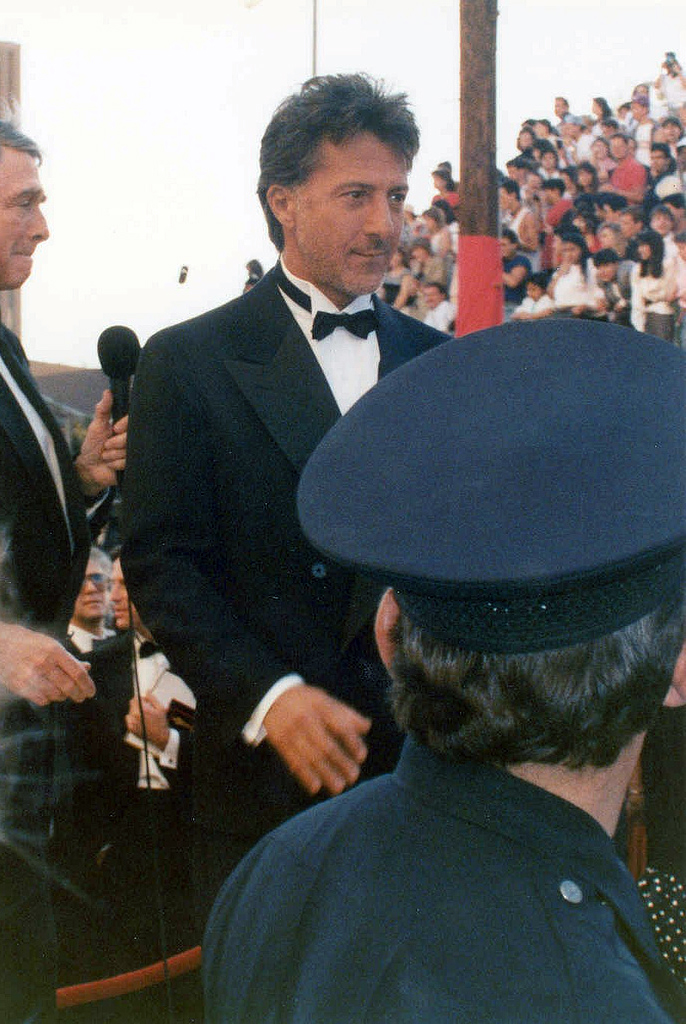
1989年）

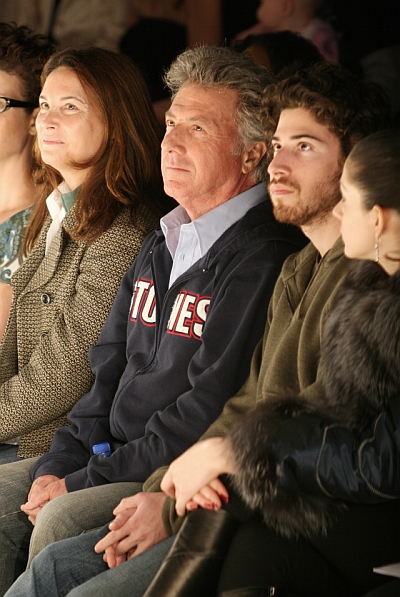
2007年）

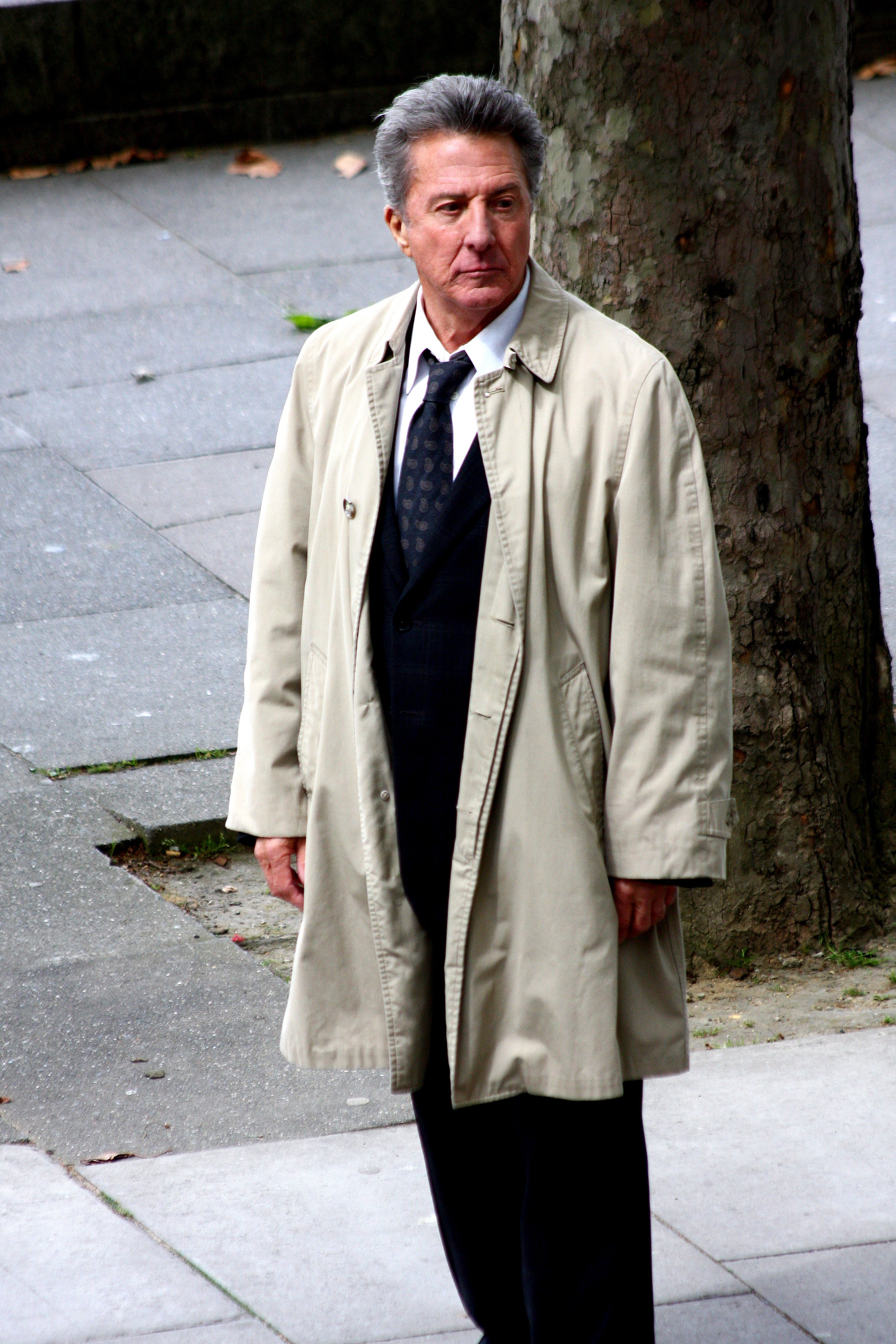
2008年

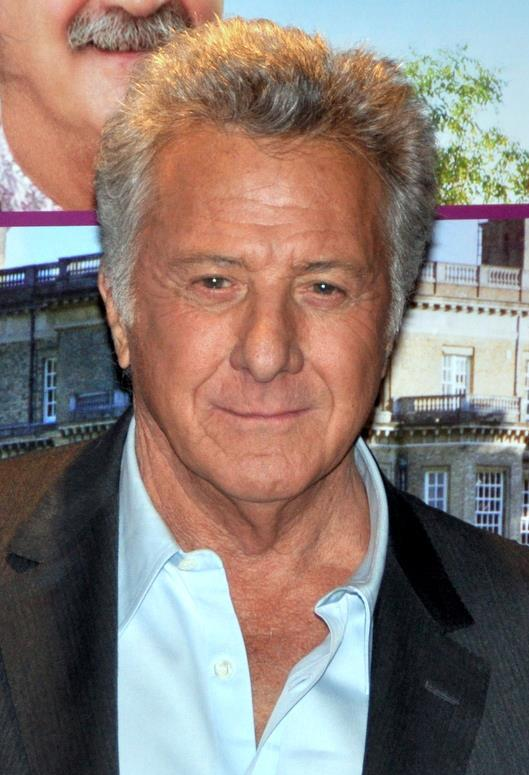
2013年

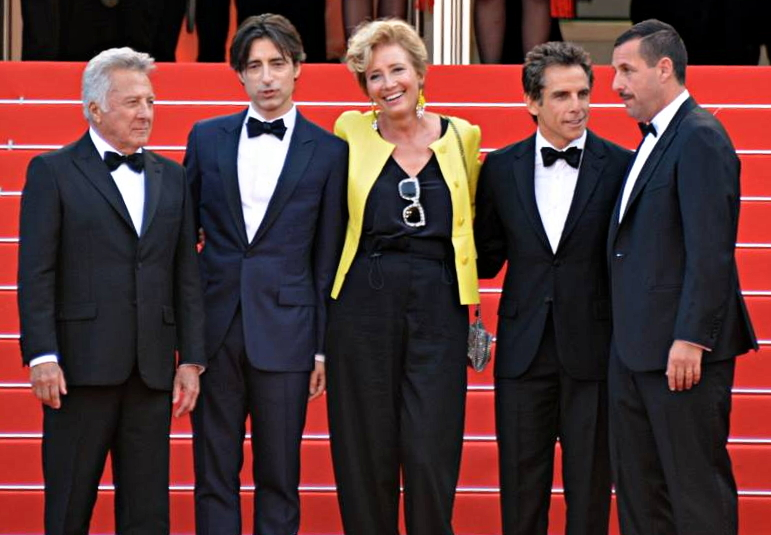
2017年

ダスティン・ホフマン（Dustin Hoffman、1937年8月8日 - ）は、アメリカ合衆国の俳優。身長165cm。『クレイマー、クレイマー』（1979年）と『レインマン』（1988年）でアカデミー主演男優賞を受賞した。

## 来歴
カリフォルニア州ロサンゼルスにてセールスマンの父の元に生まれる。ウクライナからのユダヤ系の血とルーマニアからのユダヤ系の血を引いている。ロサンゼルス高校卒業。ジャズピアニストになる希望を持っており、ロサンゼルス音楽学校に入学したが、その後医学に関心を持った彼は音楽学校を落第する前にサンタモニカ市立大学に入学し一年間学んだ。その間に「演劇科は誰も落第しない」と聞き、落第を避けるため最終的に演劇科を選択した。ジーン・ハックマンと共にパサデナ劇場で二年間演じた。また彼らはしばらくの間ルームメイトだった。
ニューヨークに移り、小さなテレビ番組の役を含む一連の仕事を引き受けたが、自活するために演劇を一時離れ、教員の仕事に就いた。1960年にはオフ・ブロードウェイで初舞台を踏み、1961年にブロードウェイで初舞台を踏んだ。その後リー・ストラスバーグのアクターズ・スタジオで学び、『The Tiger Makes Out』（1967年）で映画デビューを果たした。
同年、マイク・ニコルズ監督の『卒業』（1967年）で主演デビューを果たす。本作では、年上の女性と、その女性の娘である同年代の女性との間で揺れ動く繊細な大学生を演じ、名声を獲得。アカデミー主演男優賞ノミネートも受けた。また、2年後の『真夜中のカーボーイ』(1969年)では前作とは正反対のホームレス役に挑んだことで再びアカデミー賞にノミネートされ、更なる人気を獲得。その後も『小さな巨人』（1970年）や『わらの犬』（1971年）、『パピヨン』（1973年）、『大統領の陰謀』（1976年）などの名作に出演し、俳優としての地位をゆるぎないものにした。そして、1979年の『クレイマー、クレイマー』で遂にアカデミー主演男優賞に輝いた。
80年代に入るとブロードウェイに復帰したこともあって寡作になるが、『トッツィー』（1982年）で披露した女装や、2度目のアカデミー主演男優賞に輝いた『レインマン』（1988年）で見せた発達障害の演技など、常に挑戦的な役に取り組み続けた。しかし、同時に完璧主義者でもあったためにスタッフ間との確執を生み、制作困難を引き起こすこともあった。それでも90年代に入っても精力的に活動を続け、『フック』（1991年）や『アウトブレイク』（1995年）といった話題作に出演。『ウワサの真相/ワグ・ザ・ドッグ』（1997年）では再びアカデミー賞にノミネートされた。
21世紀以降も『ミート・ザ・ペアレンツ』シリーズといった話題作に出演し、2012年には『カルテット! 人生のオペラハウス』で監督デビューを果たした。本作はトロント国際映画祭で上映され、高い評価を獲得した。
2017年には、『セールスマンの死』に、当時17歳でプロダクション・アシスタントとして参加したアナ・グラハム・ハンターへのセクシャルハラスメント行為について、ハンター本人の手記により告発された。ホフマン本人は「私は女性に最大の敬意を抱いており、自分の行動が彼女を不愉快な状況に追い込んだとしたら誠に遺憾です。申し訳ありません。本来の自分を反映した行動ではありません」との声明を発表した。

## 人物
1969年5月に結婚した最初の妻アン・バーンとの間に2人の娘カレンとジェンナがおり（カレンはアンの連れ子）、アンとの離婚後、1980年10月にリサ・ゴットセーゲンと再婚した。4人の子供、ヤコブ、マックス、レベッカ、アレクサンドラとコネティカットに住む。
熱心な民主党支持者であり、1950年代のジョセフ・マッカーシーの赤狩りと下院非米活動委員会への激しい批判など、しばしば政治的発言でも注目された。
ロンドン中心部に位置するハイドパーク近くに約1000万ポンド（13億円／1ポンド130円計算）の家を所有している。
黒柳徹子が大ファンで、『徹子の部屋』（2013年4月16日・17日放送分）にはホフマンが初出演した。

## 主な出演作品
| 公開年 | 邦題 原題                                                                                | 役名                                     | 備考 | 吹き替え                                                                   |
| ------ | ---------------------------------------------------------------------------------------- | ---------------------------------------- | --- | -------------------------------------------------------------------------- |
| 1967   | 卒業 The Graduate                                                                        | ベン・ブラドック                         | 英国アカデミー賞新人賞 受賞 ゴールデングローブ賞新人賞 受賞                                                                            | 高岡健二（TBS版） 井上倫宏（テレビ東京版） 野沢那智（機内上映版）          |
| 1968   | ダスティン・ホフマンの100万$大捜査線 Madigan's Millions                                  | ジェイソン                               | |                                                                            |
| 1969   | 真夜中のカーボーイ Midnight Cowboy                                                       | ラッツォ                                 | 英国アカデミー賞 主演男優賞 受賞 | 穂積隆信（NETテレビ版） 野沢那智（TBS版）                                  |
| 1969   | ジョンとメリー John and Mary                                                             | ジョン                                   | 英国アカデミー賞 主演男優賞 受賞 | 広川太一郎（フジテレビ版）                                                 |
| 1970   | 小さな巨人 Little Big Man                                                                | ジャック・クラブ                         | | 桐本拓哉、辻村真人（老年時）（ソフト版） 青野武（TBS版）                   |
| 1971   | わらの犬 Straw Dogs                                                                      | デヴィッド・サマー                       | | 東野孝彦（日本テレビ版）                                                   |
| 1972   | アルフレード、アルフレード Alfredo,Alfredo                                               | アルフレード                             | | 野沢那智（日本テレビ版）                                                   |
| 1973   | パピヨン Papillon                                                                        | ルイ・ドガ                               | | 愛川欽也（テレビ朝日版） 東野英心（フジテレビ版） 津嘉山正種（機内上映版） |
| 1974   | レニー・ブルース Lenny                                                                   | レニー・ブルース                         | | 野沢那智（TBS版）                                                          |
| 1976   | 大統領の陰謀 All the President's Men                                                     | カール・バーンスタイン                   | | 野沢那智（TBS版）                                                          |
| 1976   | マラソンマン Marathon Man                                                                | トーマス・リービ                         | | 野沢那智（テレビ朝日版）                                                   |
| 1978   | ストレート・タイム Straight Time                                                         | マックス                                 | 兼製作 | 佐古正人                                                                   |
| 1979   | アガサ 愛の失踪事件 Agatha                                                               | スタントン                               | | 井上孝雄                                                                   |
| 1979   | クレイマー、クレイマー Kramer vs. Kramer                                                 | テッド・クレイマー                       | アカデミー主演男優賞 受賞 ゴールデングローブ賞 主演男優賞 (ドラマ部門) 受賞 ニューヨーク映画批評家協会賞 主演男優賞 受賞               | 磯部勉（日本テレビ版） 東地宏樹（BD版）                                    |
| 1982   | トッツィー Tootsie                                                                       | マイケル・ドーシー／ドロシー・マイケルズ | 英国アカデミー賞 主演男優賞 受賞 ゴールデングローブ賞 主演男優賞 (ミュージカル・コメディ部門) 受賞                                     | 小松政夫（フジテレビ版） 山寺宏一（ソフト版） 野沢那智（機内上映版）       |
| 1982   | セールスマンの死 Death of a Salesman                                                     | ウィリー・ロマン                         | テレビ映画 ゴールデングローブ賞主演男優賞（ミニシリーズ／テレビ映画部門） 受賞 エミー賞主演男優賞（ミニシリーズ／テレビ映画部門） 受賞 |                                                                            |
| 1987   | イシュタール Ishtar                                                                      | チャック・クラーク                       | | TBA                                                                        |
| 1988   | レインマン Rain Man                                                                      | レイモンド                               | アカデミー主演男優賞受賞 ゴールデングローブ賞 主演男優賞 (ドラマ部門) 受賞                                                             | 野沢那智（ソフト版） 富山敬（TBS版、機内上映版）                           |
| 1989   | ファミリービジネス Family Business                                                       | ヴィト・マクマレン                       | | 堀勝之祐（ソフト版） TBA（機内上映版）                                     |
| 1990   | ディック・トレイシー Dick Tracy                                                          | マンブルス                               | | 納谷六朗                                                                   |
| 1991   | ビリー・バスゲイト Billy Bathgate                                                        | ダッチ・シュルツ                         | | 谷口節                                                                     |
| 1991   | フック Hook                                                                              | フック船長                               | | 伊藤孝雄                                                                   |
| 1992   | 靴をなくした天使 Hero                                                                    | バーニー                                 | | 佐古正人（ソフト版） 野沢那智（日本テレビ版）                              |
| 1995   | アウトブレイク Outbreak                                                                  | サム・ダニエルズ大佐                     | | 野沢那智（ソフト版） 大和田伸也（日本テレビ版）                            |
| 1996   | アメリカン・バッファロー American Buffalo                                                | ウォルト・ティーチャー                   | | 小川真司                                                                   |
| 1996   | スリーパーズ Sleepers                                                                    | ダニー・スナイダー                       | | 堀勝之祐（ソフト版） 小川真司（フジテレビ版） 中博史（VOD版）              |
| 1997   | マッド・シティ Mad City                                                                  | マックス・ブラケット                     | | 小川真司（ソフト版、フジテレビ版）                                         |
| 1997   | ウワサの真相/ワグ・ザ・ドッグ Wag the Dog                                                | スタンレー                               | | 小川真司（ソフト版） 納谷六朗（機内上映版）                                |
| 1998   | スフィア Sphere                                                                          | ノーマン・グッドマン博士                 | | 佐々木勝彦                                                                 |
| 1999   | ジャンヌ・ダルク Jean of Arc                                                             | ジャンヌの良心                           | | 有本欽隆（ソフト版） 津嘉山正種（日本テレビ版）                            |
| 2002   | ムーンライト・マイル Moonlight Mile                                                      | ベン・フロス                             | | 仲野裕                                                                     |
| 2002   | くたばれ!ハリウッド The Kid Stays in the Picture                                         | 本人                                     | ドキュメンタリー | 山寺宏一                                                                   |
| 2003   | コンフィデンス Confidence                                                                | キング                                   | | 野沢那智                                                                   |
| 2003   | ニューオーリンズ・トライアル Runaway Jury                                                | ウェンドール・ローア                     | | 小川真司（ソフト版） 佐々木勝彦（機内上映版）                              |
| 2004   | ネバーランド Finding Neverland                                                           | チャールズ・フローマン                   | | 有川博                                                                     |
| 2004   | ハッカビーズ I ♥ Huckabees                                                               | ベルナード                               | | 土師孝也                                                                   |
| 2004   | ミート・ザ・ペアレンツ2 Meet the Fockers                                                 | バーニー・フォッカー                     | | 小川真司                                                                   |
| 2004   | レモニー・スニケットの世にも不幸せな物語 Lemony Snicket's A Series of Unfortunate Events | 批評家                                   | クレジットなし | 小川真司                                                                   |
| 2006   | パフューム ある人殺しの物語 Perfume ~The Story of a Murderer~                            | ジュゼッペ・バルディーニ                 | | 谷口節                                                                     |
| 2006   | 主人公は僕だった Stranger Than Fiction                                                   | ジュールズ・ヒルバート                   | | 谷口節                                                                     |
| 2007   | マゴリアムおじさんの不思議なおもちゃ屋 Mr. Magorium's Wonder Emporium                    | エドワード・マゴリアム                   | | 青野武                                                                     |
| 2008   | カンフー・パンダ Kung Fu Panda                                                           | シーフー老師                             | 声の出演 | 笹野高史                                                                   |
| 2008   | 新しい人生のはじめかた Last Chance Harvey                                                | ハーヴェイ・シャイン                     | | 小川真司                                                                   |
| 2010   | バーニーズ・バージョン ローマと共に Barney's Version                                     |                                          | | （吹き替え版なし）                                                         |
| 2010   | ミート・ザ・ペアレンツ3 Little Fockers                                                   | バーニー・フォッカー                     | | 小川真司                                                                   |
| 2011   | カンフー・パンダ2 Kung Fu Panda 2                                                        | シーフー老師                             | 声の出演 | 笹野高史                                                                   |
| 2014   | シェフ 三ツ星フードトラック始めました Chef                                               | リヴァ                                   | | 菅生隆之                                                                   |
| 2014   | 靴職人と魔法のミシン The Cobbler                                                         | アブラハム・シムキン                     | | 田原正治                                                                   |
| 2014   | ボーイ・ソプラノ ただひとつの歌声 Boychoir                                               | カーヴェル                               | | 安原義人                                                                   |
| 2015   | 疑惑のチャンピオン The Program                                                           | ボブ・ハーマン                           | | 佐々木薫                                                                   |
| 2016   | カンフー・パンダ3 Kung Fu Panda 3                                                        | シーフー老師                             | 声の出演 | 樋浦勉                                                                     |
| 2016   | メディチ Medici                                                                          | ジョヴァンニ・ディ・ビッチ               | テレビドラマ、8エピソード | （吹き替え版なし）                                                         |
| 2017   | マイヤーウィッツ家の人々 (改訂版) The Meyerowitz Stories (New and Selected)              | ハロルド・マイヤーウィッツ               | | 羽佐間道夫                                                                 |
| 2024   | カンフー・パンダ 4 伝説のマスター降臨 Kung Fu Panda 4                                    | シーフー老師                             | 声の出演 | 樋浦勉                                                                     |
| 2024   | メガロポリス (映画) Megalopolis                                                          | ヌシュ・バーマン                         | |                                                                            |

## 主な受賞
- アカデミー賞
  - 1979年度 主演男優賞 『クレイマー、クレイマー』
  - 1988年度 主演男優賞 『レインマン』
- ゴールデングローブ賞
  - 1967年度 有望若手男優賞 『卒業』
  - 1979年度 主演男優賞（ドラマ部門） 『クレイマー、クレイマー』
  - 1982年度 主演男優賞（ミュージカル・コメディ部門） 『トッツィー』
  - 1988年度 主演男優賞（ドラマ部門） 『レインマン』
- ヴェネツィア国際映画祭
  - 1996年度 栄誉金獅子賞
- ベルリン国際映画祭
  - 1989年度 金熊名誉賞

## 来日時のテレビ出演
- 森田一義アワー 笑っていいとも!（フジテレビ）
- 徹子の部屋（2013年4月16日、テレビ朝日）

## ポップ・カルチャー
『卒業』における若者が年上の女性に恋をするロマンティックでセクシャルな恋愛は、ネットサイト、USCエデュケーションでも話題として取り上げられている。
日本の音楽界でもホフマンを題材とした楽曲が存在する。一部のみ掲載する。
- 大塚博堂「ダスティン・ホフマンになれなかったよ」（1976年）
- サザンオールスターズ「Big Star Blues (ビッグスターの悲劇)」 - 歌詞中に本人の名が登場する
- ARB（アレクサンダー・ラグタイム・バンド）「ウィスキー&ウォッカ」(アルバム『W』) - 歌詞中に本人の名が登場する
- 岡村靖幸「聖書（バイブル）」（1988年9月21日） - 歌詞中に本人の名が登場する
- 渡辺美里「Oh! ダーリン」（1990年） - 歌詞中に本人の名が登場する
- ゆず「ダスティン・ホフマン」（2006年）-アルバム「リボン」収録。タイトル、歌詞中に本人が登場する。「教会の窓に張り付いて君の名を大声で叫ぶだろう」と卒業を連想させる歌詞もある。

## 日本語吹き替え
主に担当したのは、以下の二人である。
野沢那智
『卒業』（機内上映版）で初担当。最も多く吹き替えている。
当初ホフマンの吹き替えは作品毎に異なる声優が務めていたが、『マラソンマン』などの作品を境に野沢が声を当てる機会が増えた。
野沢はホフマンを吹替える際、「周りを見ながら演じられる位置」に立って収録すると野沢は語っており、「疲れるけど、大声を出しても大丈夫」もしくは「声がどんなところから出ようが平気な感じがある」とも話して、ホフマンのような演技派俳優として名高い俳優の芝居に寄り添うには思い切った表現も効果的だと考えていることを明かしている。
小川真司
『アメリカン・バッファロー』で初担当。野沢の次に多く吹き替えている。
ホフマンについて小川は、「喋りに不思議なタイミングがある」としており、芝居が読めず苦労したと語り、呼吸を合わせる際に注意しないと遅れる場合があると回想した。
このほかにも、谷口節、東野英心、青野武、佐古正人、納谷六朗、佐々木勝彦、山寺宏一なども複数回、声を当てている。